# Hans-Christian Günther
Hans-Christian Günther (Müllheim, 28 aprile 1957 – Müllheim, 27 gennaio 2023) è stato un filologo classico, grecista e musicologo tedesco, che si occupò anche di Ioane Petritsi e della letteratura georgiana..

## Biografia
Dopo il diploma di scuola superiore, Günther studiò musicologia con Wolfgang Fernow al Conservatorio di Friburgo (continuando a suonare il pianoforte per tutta la vita). In seguito, studiò filosofia, linguistica e filologia classica presso le Università di Friburgo in Brisgovia e Oxford. Nel 1985 conseguì il dottorato a Friburgo con un'edizione critica della tragedia di Euripide Ifigenia in Aulide e, a partire dall'anno seguente, iniziò a collaborare con quest'ateneo in qualità di consulente accademico. Conseguita nel '91 l'abilitazione all'insegnamento universitario sempre a Friburgo, vi divenne docente privato, finché nel 1999 fu nominato professore a contratto.
Günther si occupò di filosofia antica, tragedia greca, poesia augustea, critica testuale, filologia bizantina e traduzione della poesia greca moderna (tra cui Giorgios Seferis e Dionysios Solomos). Fu responsabile di un progetto di ricerca sulla letteratura georgiana finanziato dalla Fondazione Volkswagen e curatore della collana Texte und Studien zum griechisch-orientalischen Kulturraum ("Testi e studi sull'area culturale greco-orientale").

## Opere selezionate
- Hans-Christian Günther, Die Übersetzungen der Elementatio theologica des Proklos und ihre Bedeutung für den Proklostext, Einige vorläufige Bemerkungen zur Bedeutung von Petrizis Übersetzung der Elementatio für die Textkonstitution, Leida, E. J. Brill, 2007